# هولاند الجنوبية وذا ديبينغز (دائرة انتخابية في المملكة المتحدة)
هولاند الجنوبية وذا ديبينغز (بالإنجليزية: South Holland and The Deepings)‏ هي إحدى الدوائر الانتخابية في المملكة المتحدة الممثلة في مجلس العموم في برلمان المملكة المتحدة.
عضو البرلمان الذي يمثلها حالياً هو :Mr John Hayes (Con).